# Kościół św. Michała Archanioła w Świebodzinie
Kościół pw. św. Michała Archanioła w Świebodzinie – rzymskokatolicki kościół parafialny w Świebodzinie, w województwie lubuskim. Należy do dekanatu Świebodzin – NMP Królowej Polski diecezji zielonogórsko-gorzowskiej.

## Historia
Pierwsza wzmianka o świebodzińskiej świątyni pod wezwaniem świętych Piotra i Pawła, pochodzi z 1311 roku. Pierwotnie była to zapewne niewielka świątynia drewniana. W połowie lub pod koniec XV stulecia została zastąpiona murowanym, trzynawowym kościołem halowym o pięciobocznie zamkniętym, prezbiterium z obejściem i wnętrzem pokrytym pięknym, sieciowym sklepieniem kojarzącym się z siecią świętego Piotra. Od strony zachodniej mieściła się masywna wieża, zastąpiona podczas przebudowy w XIX stuleciu części zachodniej rozbudowanym, szczytem, w stylu neogotyckim.
W latach 1748–1766 kantorem kościoła i rektorem szkoły parafialnej był niemiecki kompozytor Wilhelm Adolph.

## Architektura
Pierwotnie była to wczesnogotycka, trójnawowa hala, która obecnie stanowi główny korpus rozbudowanej w późniejszym okresie świątyni, przetrwała ona do wielkiego pożaru, który zniszczył Świebodzin w 1541 roku. W czasie odbudowy, którą w roku 1546 mieszczanie zlecili panom Georgowi Jakubowi Curtio i Tomaszowi Heintzio i która zakończyła się w 1555 roku, kościół został powiększony o czwartą nawę od strony północnej i rząd kaplic z emporą od strony południowej.
W XIX wieku stan świątyni był katastrofalny. Ówczesny proboszcz Künzer zlecił w latach 1850-58, zaplanowane na dużą skalę prace remontowo – restauracyjne. Projekt przebudowy opracował Alexis Langer – architekt z Wrocławia. Została dobudowana wtedy arkadowa kruchta i został przekształcony szczyt korpusu, poprzez umieszczenie na jego osi wielkiego maswerku flankowanego dwiema strzelistymi wieżyczkami.
Bryła kościoła jest wielka, ze wszystkich stron jest podparta przyporami. Jej korpus nawowy został wybudowany na planie prostokąta o wymiarach 31 × 27 m i pokryty jest wspólnym dachem siodłowym. W ścianach umieszczone są szerokie, rozglifione, ostrołukowe okna z charakterystycznymi dla architektury gotyckiej maswerkowymi podziałami.

## Wyposażenie
- ołtarz główny – późnogotycki pentaptyk z warsztatu Mistrza ołtarza z Gościszowic. W predelli ołtarza przedstawiona została Ostatnia Wieczerza. W scenie głównej nastawy ołtarzowej (retabulum) przedstawiono Wielką Rodzinę Maryi. Na skrzydłach bocznych widoczne są sceny z życia czterech świętych: św. Marcina, św. Augustyna, św. Andrzeja i św. Rocha. Całość wieńczy barokowa rzeźba św. Michała Archanioła[4].
- późnogotycka Grupa Ukrzyżowania na belce tęczowej
- rokokowy ołtarz Matki Bożej Zwycięskiej (ok 1740 r.)